# Crush (David Archuleta)
"Crush" is de debuutsingle van de Amerikaanse zanger David Archuleta, bekend van American Idol. Het nummer staat op het naar zichzelf genoemde album, welke op 11 november 2008 in première ging. "Crush" is geproduceerd en geschreven door Emanuel Kiriakou, samen met Jess Cates & Dave Hodges. De videoclip is geregisseerd door Declan Whitebloom en werd uitgegeven op 16 september 2008 via iTunes.

## Hitlijsten
Crush debuteerde op de tweede plaats in de Billboard Hot 100, met 166.000 verkochte nummers in de eerste week.
Het nummer kwam op de 93ste plaats binnen in de Pop 100 en is gestegen naar nummer twaalf. In de Canadian Hot 100 debuteerde het nummer op de zevende plek in dezelfde week. Het nummer is momenteel meer dan 1,5 miljoen keer verkocht.

### Hitnotering
| Hitlijst (2008)                              | Hoogste positie |
| -------------------------------------------- | --------------- |
| U.S. Billboard Hot 100                       | 2               |
| U.S. Billboard Hot Adult Contemporary Tracks | 7               |
| U.S. Billboard Hot Adult Top 40 Tracks       | 15              |
| U.S. Billboard Top 40 Mainstream             | 13              |
| U.S. Billboard Top 100                       | 12              |
| Canadian Hot 100                             | 7               |
| Hot Canadian Digital Singles                 | 5               |
| Swedish Singles Chart                        | 36              |

### Certificaties
| Land             | Certificatie | Verkoopcijfers | Verkoopcijfers |
| Land             | Certificatie | Singles        | Downloads      |
| ---------------- | ------------ | -------------- | -------------- |
| Verenigde Staten | -            |                | 1,500,000      |